# Brandeffekt
Brandeffekt svarer til det engelske "Rate of Heat Release" (varmeafgivelsesrate) og angiver varmeafgivelsen fra en brand som funktion af tiden. Det er brandeffekten, der er brandens "motor" og holder branden i gang. Enheden for brandeffekt er kW. Den totale brandbelastning findes ved at integrere brandeffektskurven og angives i MJ.
| Fysik | Spire Denne artikel om fysik er en spire som bør udbygges. Du er velkommen til at hjælpe Wikipedia ved at udvide den. |